# Constantin Sandu-Aldea
Constantin Sandu-Aldea właściwie Constantin C. Petrea (ur. 22 listopada 1874 r. w Tichilești koło Braiłej, zm. 21 marca 1927 r. w Bukareszcie) – rumuński pisarz i agronom, członek korespondent Akademii Rumuńskiej, główny w literaturze rumuńskiej przedstawiciel kierunku, zwanego sămănătorismem.
Pochodził z chłopskiej rodziny. Ukończył gimnazjum w Braile i szkołę rolniczą w Herăstrău (1892–1896). Studiował w Paryżu (1901–1903) i Berlinie uzyskując stopień doktora (1906). Pracował następnie w Centralnej Szkole Rolniczej koło Bukaresztu jako profesor. Zajmował się poprawą gatunków roślin.
Jego działalność literacką zapoczątkowało opublikowanie w „Viața românească” tłumaczenia wierszy Heinricha Heinego. Pisał poezję, tłumaczył (m.in. utwory Henryka Ibsena i Hermanna Sudermanna), jednak zasłynął przede wszystkim jako prozaik.
Współpracował z pismami „Sămănătorul”, „Floare albastră”, „România jună”, „Apărarea națională”, „Viața românească”, używając także pseudonimów Miron Aldea, S. Voinea, C. Răzvan.

## Twórczość
- 1904 – Drum și popas (1904, Droga i postój) – notatki z podróży
- 1905 – În urmă plugului (1905, Za pługiem) – zbiór noweli
- 1906 – Două neamuri (1906, Dwa rody) – powieść (dedykowana Nicolae Iordze)
- 1908 – Pe drumul Bărăganului (1908, Na drogach Baraganu) – zbiór noweli
- 1910 – Ape mari (1910, Głębokie wody) – zbiór noweli
- 1920 – Călugărenii (1920) – zbiór noweli